# Matthias Helm (Mediziner)
Matthias Helm (* 22. Juli 1959 in Stuttgart) ist ein deutscher Anästhesist und Notfallmediziner. Er war Oberstarzt, klinischer Direktor der Abteilung Anästhesie- und Intensivmedizin am Bundeswehrkrankenhaus Ulm und außerplanmäßiger Professor der Universität Ulm.
Helm ist seit 1986 Notfallmediziner und gilt als einer der Mitbegründer der modernen Notfallmedizin in Deutschland und flog selbst als leitender Notarzt auf dem in Ulm stationierten Rettungshubschrauber Christoph 22. 
Neben seiner Tätigkeit als Arzt veröffentlichte er mehr als 100 wissenschaftliche Publikationen.
Als Oberstarzt nahm er an verschiedenen Einsätzen der Bundeswehr in Krisengebieten wie Kosovo, Bosnien und Afghanistan teil. Im November 2017 wurde Helm mit dem Bundesverdienstkreuz ausgezeichnet.
Am 30. September 2021 wurde Helm in den Ruhestand verabschiedet.